# Olds Peak
L'Olds Peak, (in lingua inglese: Picco Olds), è un picco roccioso antartico, alto 1.480 m, situato 11 km a nordest del Monte Kenney, nella parte meridionale del Longhorn Spurs, nei Monti della Regina Maud, in Antartide. 
La denominazione è stata assegnata dall'Advisory Committee on Antarctic Names (US-ACAN) in onore del comandante Corwin A. Olds, della U.S. Navy, che aveva partecipato all'Antarctic Support Activity durante l'Operazione Deep Freeze del 1964.